# تطبیق رگ‌ها
تطبیق رگ‌ها یا تطبیق وریدها (انگلیسی: Vein matching) که فناوری عروقی نیز نامیده می‌شود برای شناسایی بیومتریک از طریق تجزیه و تحلیل الگوهای رگ‌های خونی قابل مشاهده از سطح پوست است. این روش توسط اداره تحقیقات فدرال و آژانس اطلاعات مرکزی آمریکا استفاده می‌شود، و در حال توسعه است و توسط آزمایشگاه‌های جرم و جنایت به‌طور جهانی مورد استفاده قرار نگرفته است زیرا به اندازه تکنیک‌های معتبرتر مانند انگشت نگاری قابل اعتماد نیست. با این حال می‌توان آن را برای با نتیجه‌گیری در علوم قانونی استفاده کرد.